# Ohrada (Bílovec)
Ohrada je vesnice v okrese Nový Jičín, část města Bílovce. Nachází na kopci zhruba 1 km od Staré Vsi a 6 km od Bílovce. Památkou ve vsi je malá kaplička. Vesnice v minulosti náležela ke katastrálnímu území Slatina a byla tedy součástí tzv. moravských enkláv ve Slezsku.

## Galerie

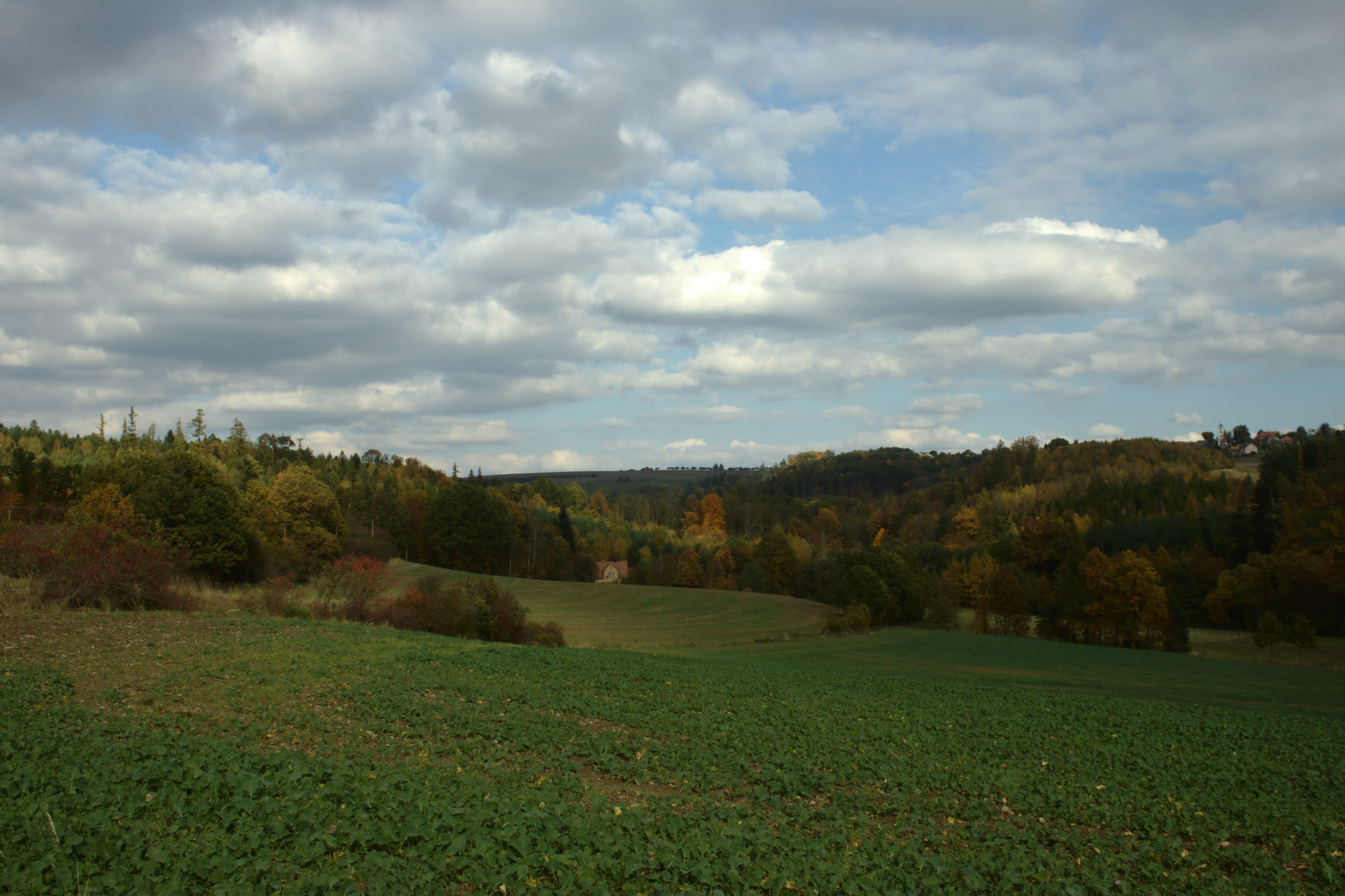
Okolní krajina
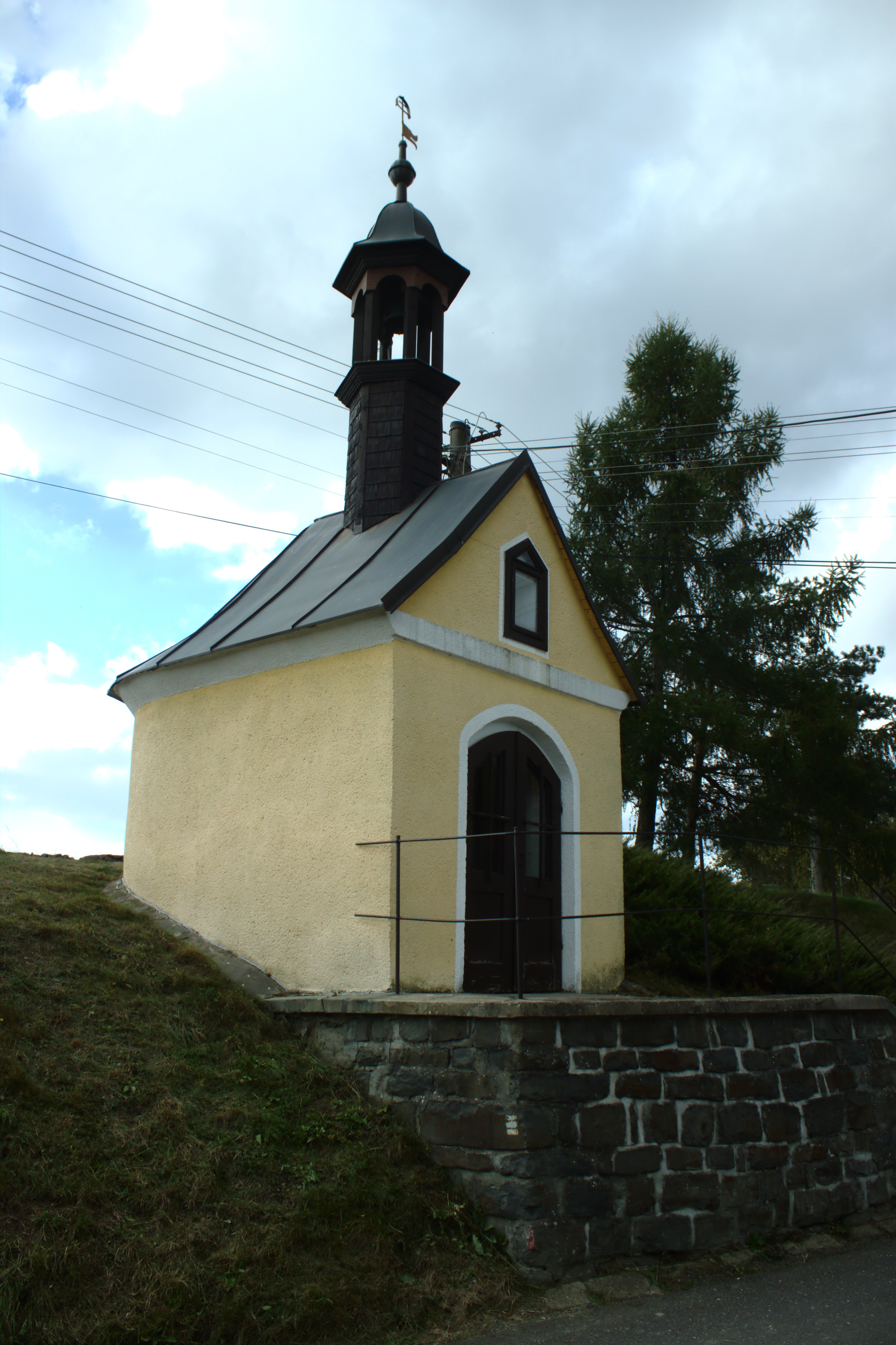
Kaplička
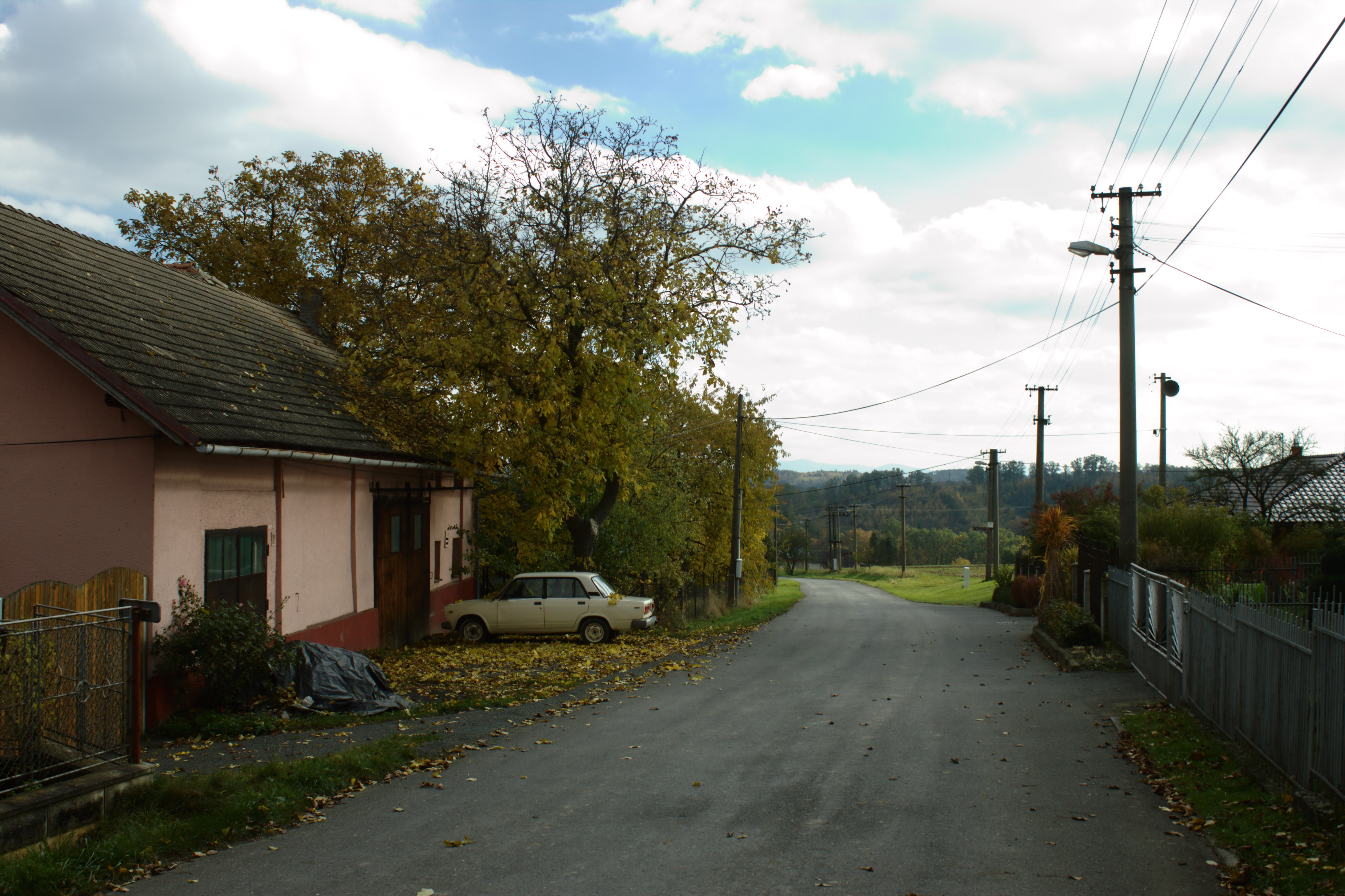
Cesta